# Vicia sativa
Vicia sativa (synoniem: Vicia angustifolia) is een plant uit de vlinderbloemenfamilie (Leguminosae). De soort komt voor op bouwland, langs wegen en op dijken. De plant klimt met ranken via andere planten omhoog. Op die manier kan deze wikke tot wel een meter hoog worden.
Men onderscheidt de volgende ondersoorten:
- Smalle wikke of zwarte wikke (Vicia sativa subsp. nigra, synoniem: Vicia sativa subsp. angustifolia)
- Vergeten wikke of akkerwikke (Vicia sativa subsp. segetalis),
- Voederwikke (Vicia sativa subsp. sativa)

## Smalle wikke
De vaak liggende plant wordt tot 1 m lang en heeft een dunne stengel. Het 2-6 mm brede, lancet- tot lijnlancetvormige blad is geveerd en bestaat uit zes tot twaalf, ten minste drie mm brede deelblaadjes. De deelblaadjes van de bovenste bladeren zijn veel smaller dan die van de onderste bladeren. Aan de top bevindt zich een al dan niet vertakte rank. De steunblaadjes kunnen getand zijn en zijn voorzien van een donkere vlek.
De smalle wikke bloeit met alleenstaande bloemen of met één of twee paar bloemen in de bladoksels. Ze zijn kortgesteeld. De bloeiperiode loopt van mei tot juli (september). De loodrecht naar boven gebogen vlag van de bloem is roodpaars en de zwaarden rood. De bloem is 1-1,8 cm lang. De kelktanden zijn iets korter dan de kelkbuis.
De smalle wikke draagt een 3-4 cm lange, kale peul die bij rijpheid donkerbruin tot zwart is. De peul bevat vier tot tien geel- of kastanjebruine zaden.
De smalle wikke komt voor op grazige grond.

Smalle wikke
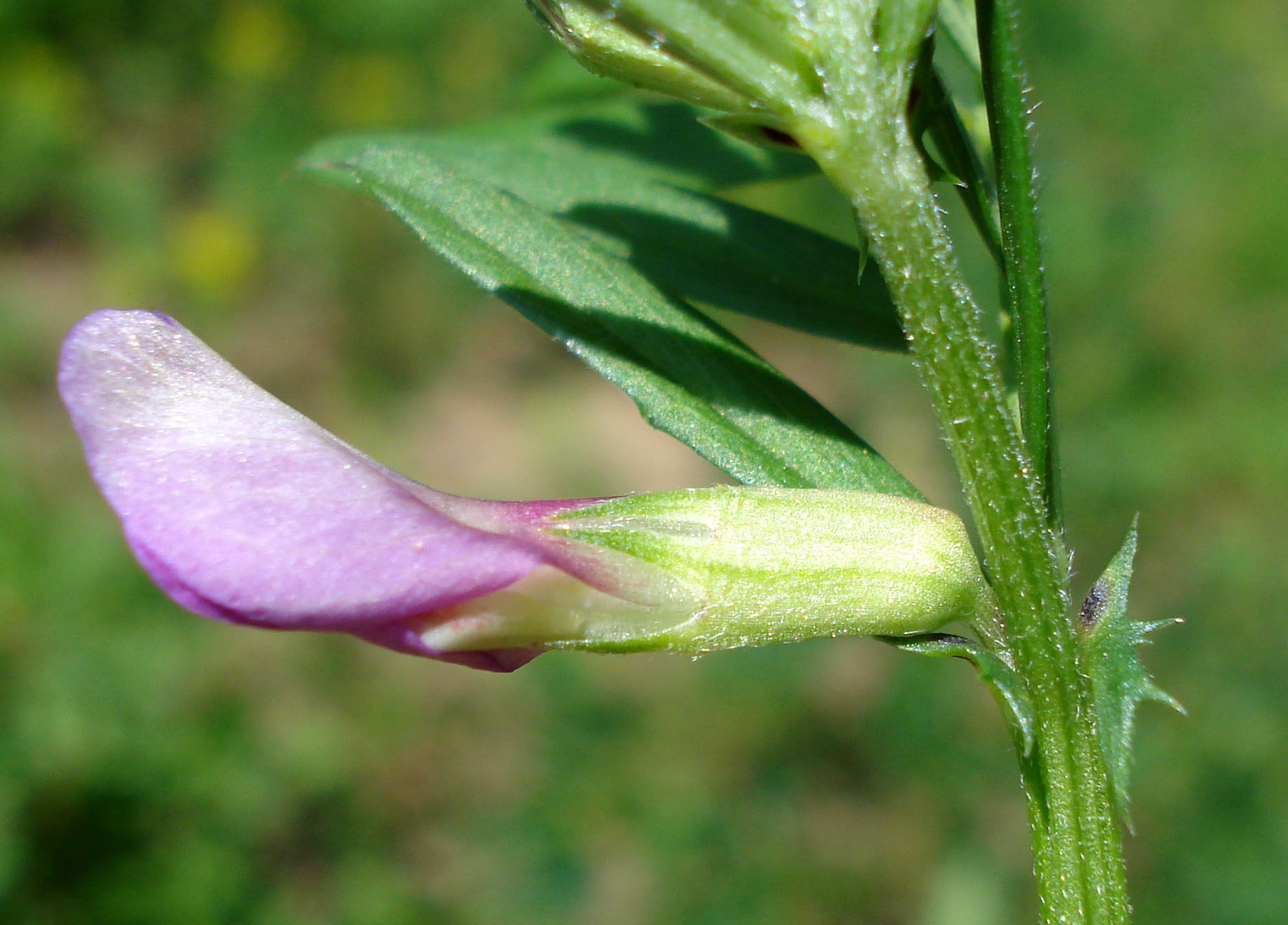
Kelkbuis
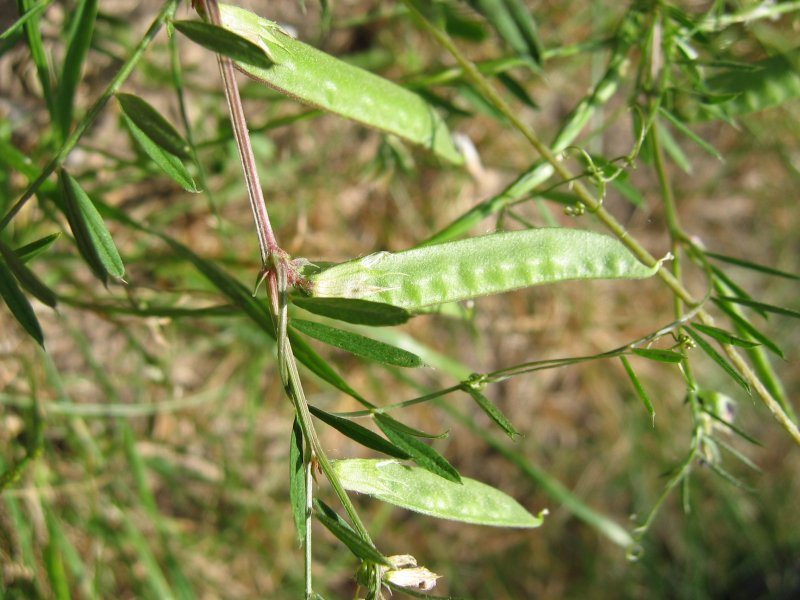
Jonge peul
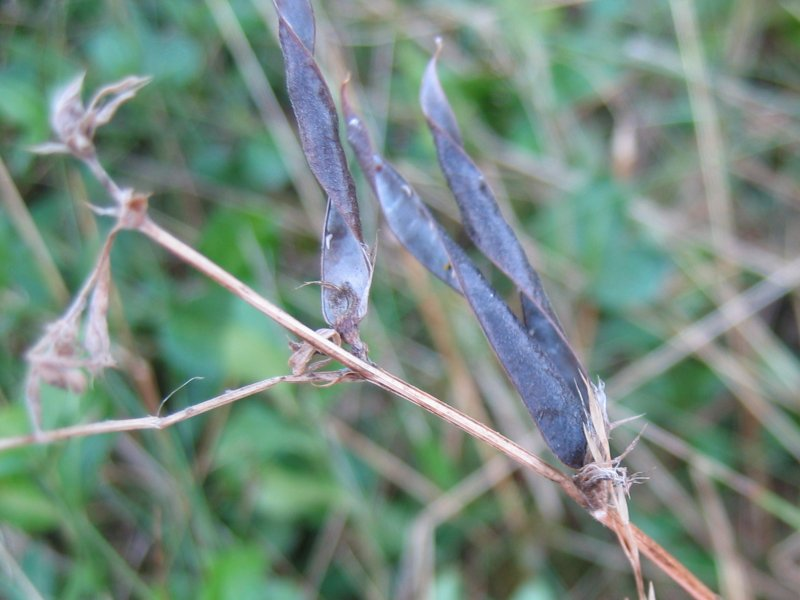
Rijpe peul
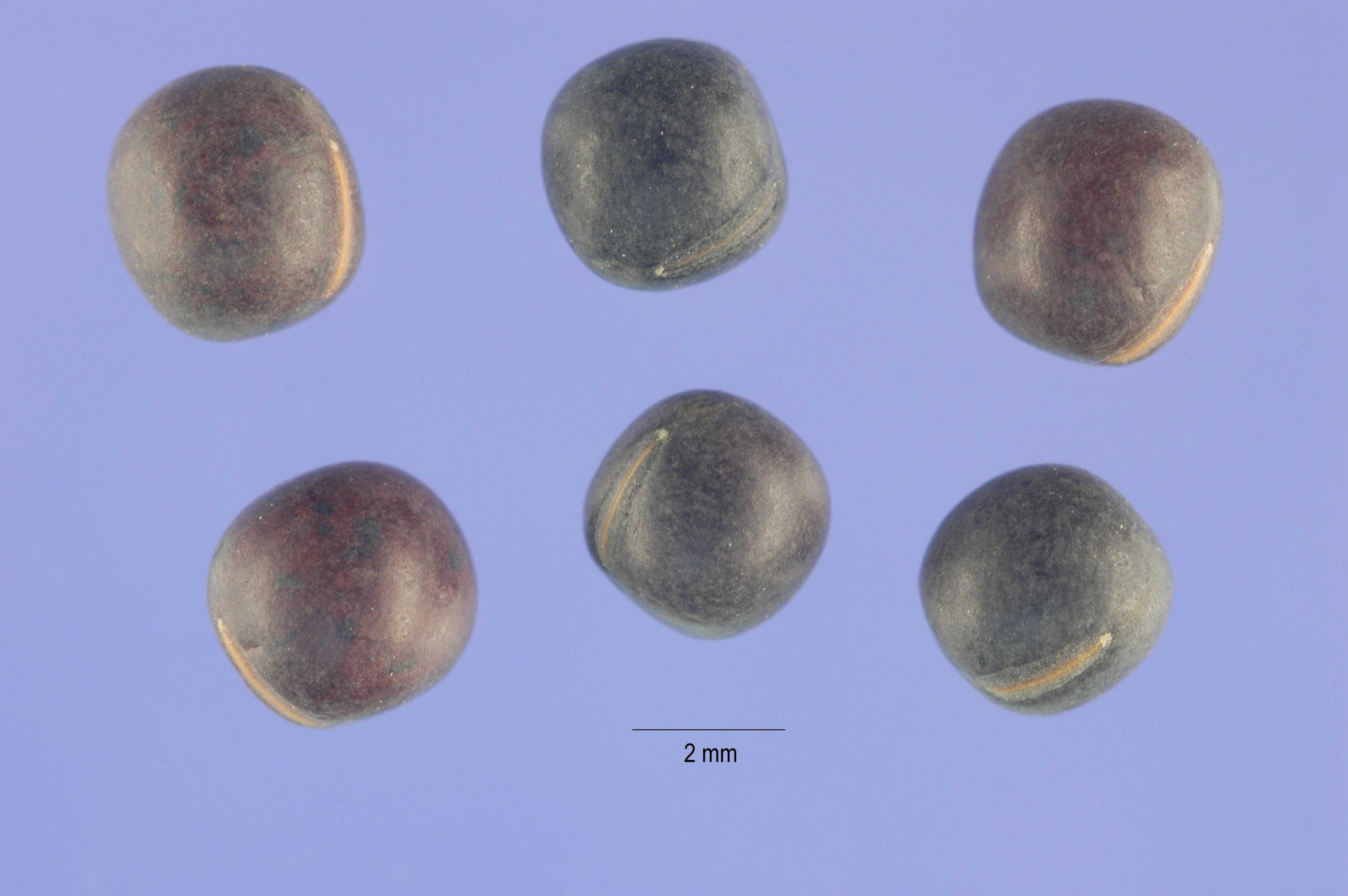
Zaden

## Vergeten wikke of akkerwikke
De plant wordt tot 1 m hoog en heeft een dunne stengel. Het 2-6 mm brede, lancet- tot lijnlancetvormige blad is geveerd en bestaat uit zes tot twaalf, drie tot zes mm brede deelblaadjes. De deelblaadjes van de bovenste bladeren zijn geleidelijk smaller dan die van de onderste bladeren. Aan de top bevindt zich een al dan niet vertakte rank. De steunblaadjes kunnen getand zijn en zijn voorzien van een donkere vlek.
De vergeten wikke bloeit met alleenstaande bloemen of met één of twee paar bloemen in de bladoksels. Ze zijn kortgesteeld. De bloeiperiode loopt van mei tot juli (september). De loodrecht naar boven gebogen vlag van de bloem is roodpaars en de zwaarden rood. De zwaarden zijn donkerder dan de vlag. De bloem is 1-1,8 cm lang. De kelktanden zijn iets korter dan de kelkbuis.
De vergeten wikke draagt een 3,5-8 cm lange, kale peul die bij rijpheid donkergroen tot zwart is. De peul bevat vier tot tien, zwarte zaden.
De vergeten wikke komt voor op grazige grond en in akkers.

Vergeten wikke
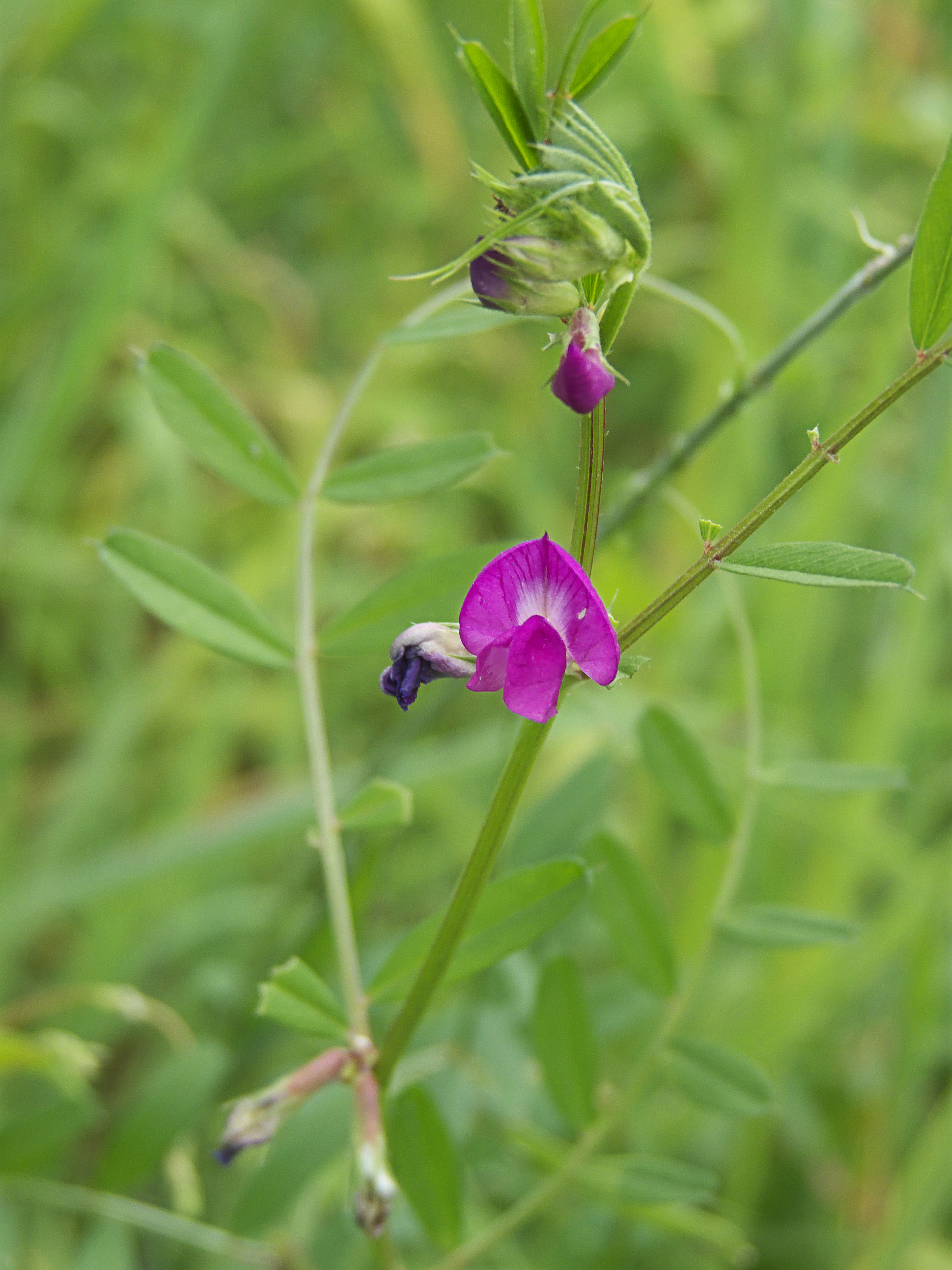
Bloem
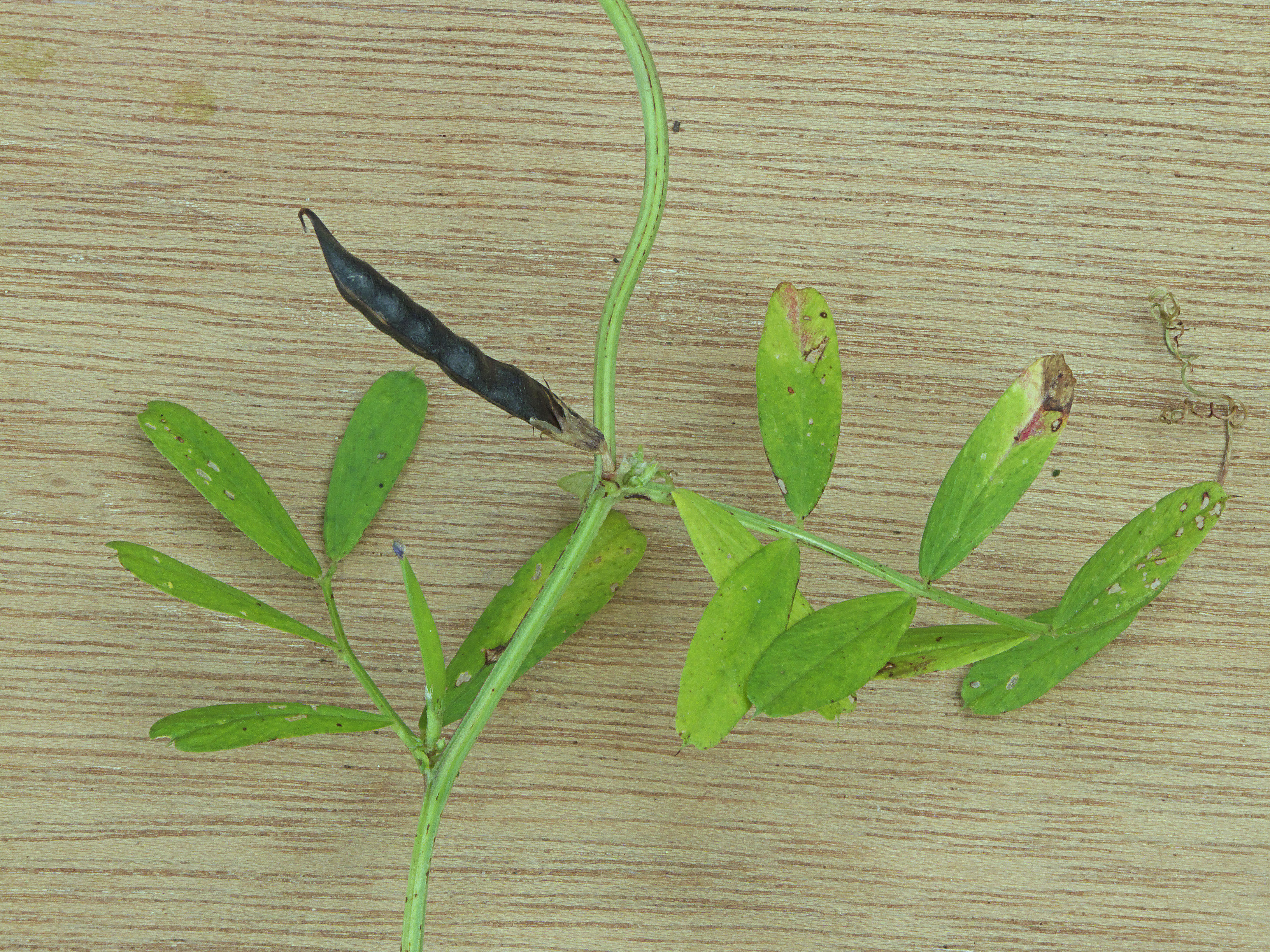
Peul met stengel en bladeren
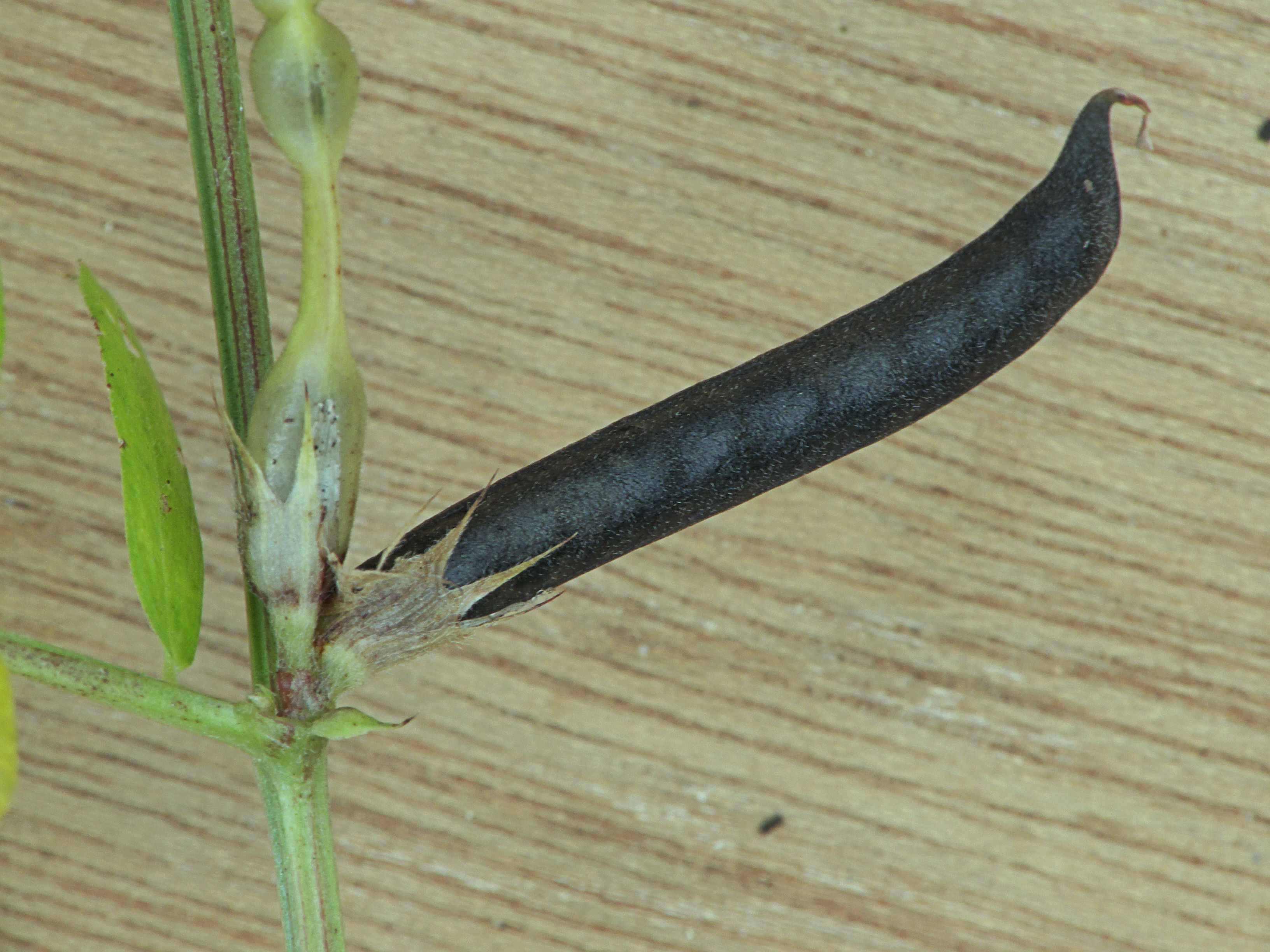
Peul, 4 cm lang
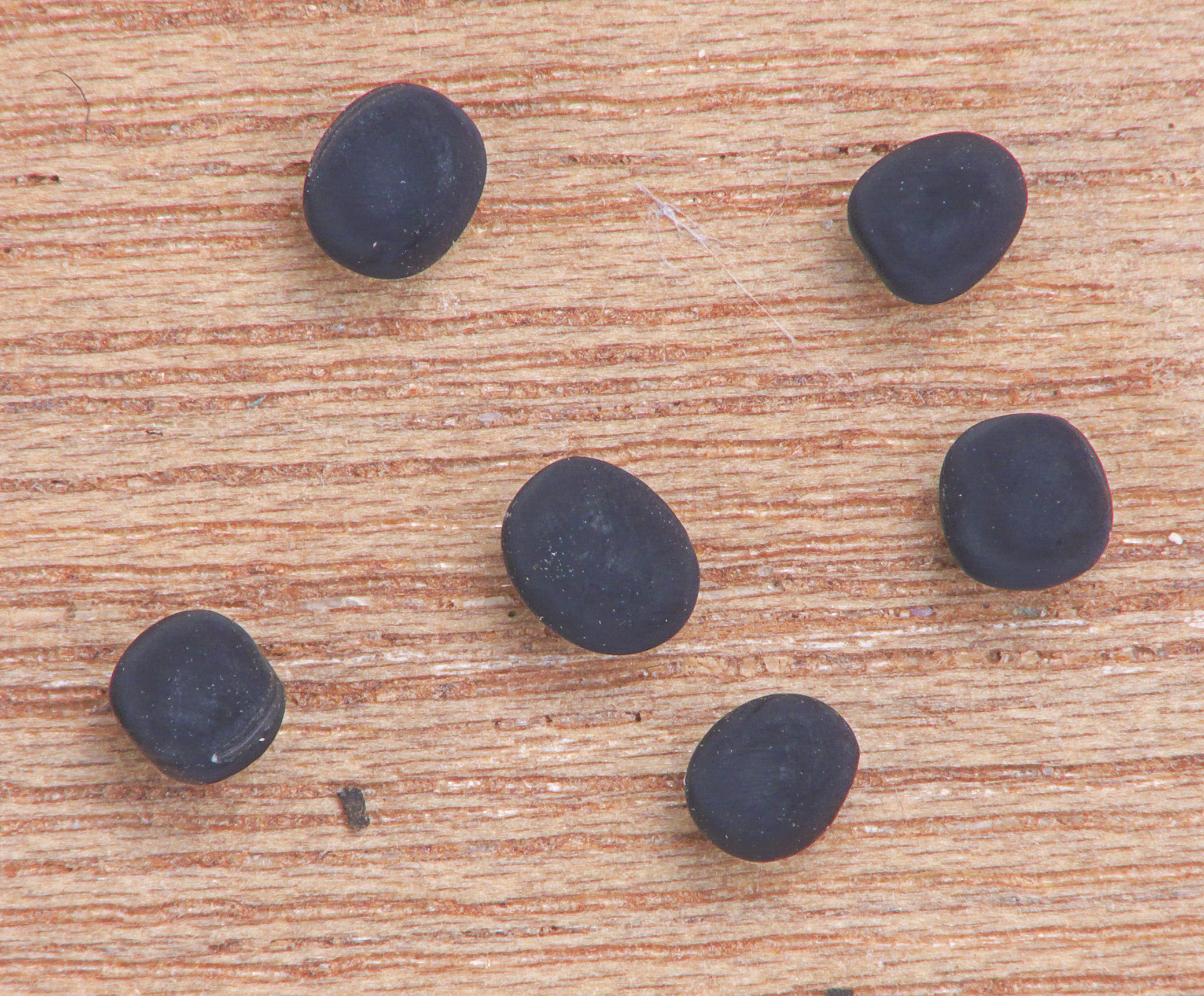
Zaden, 3 mm groot

## Voederwikke
De voederwikke dankt zijn naam aan het feit dat de soort als voedergewas werd verbouwd.
De plant wordt tot 1 m hoog en heeft een vrij stevige stengel. Het meer dan 5 mm brede, omgekeerd eironde tot langwerpige blad is even geveerd en heeft acht tot zestien blaadjes. Aan de top bevindt zich een al dan niet vertakte rank. De steunblaadjes kunnen getand zijn en zijn voorzien van een donkere vlek.
De voederwikke bloeit met alleenstaande, kortgesteelde bloemen of met één of twee paar bloemen in de bladoksels. De bloeiperiode loopt van mei tot juli (soms tot september). De vlag van de bloem is blauwpaars en de zwaarden zijn donkerpaars. De bloem is 1,8-3 cm lang. Alle kelktanden zijn even lang of iets langer dan de kelkbuis.
De voederwikke draagt een 3-8 cm lange, meestal zacht behaarde, tussen de zaden iets ingesnoerde peul die bij rijpheid bruin tot geelbruin is. De peul bevat vier tot twaalf geel- of kastanjebruine zaden.
De zaden van voederwikke lijken op de zaden van de linze. De linze is een van de oudste door de mens gedomesticeerde plantensoorten en voederwikke groeide als woekerplant in linzenakkers. Aanvankelijk konden na de oogst de zaden van de voederwikke gemakkelijk van de linzen worden onderscheiden. De zaden van de voederwikke zijn steeds meer op linzen gaan lijken en door deze mimicry van Vavilov werd de voederwikke mee met de linze door de mens gezaaid en verspreid.

Voederwikke
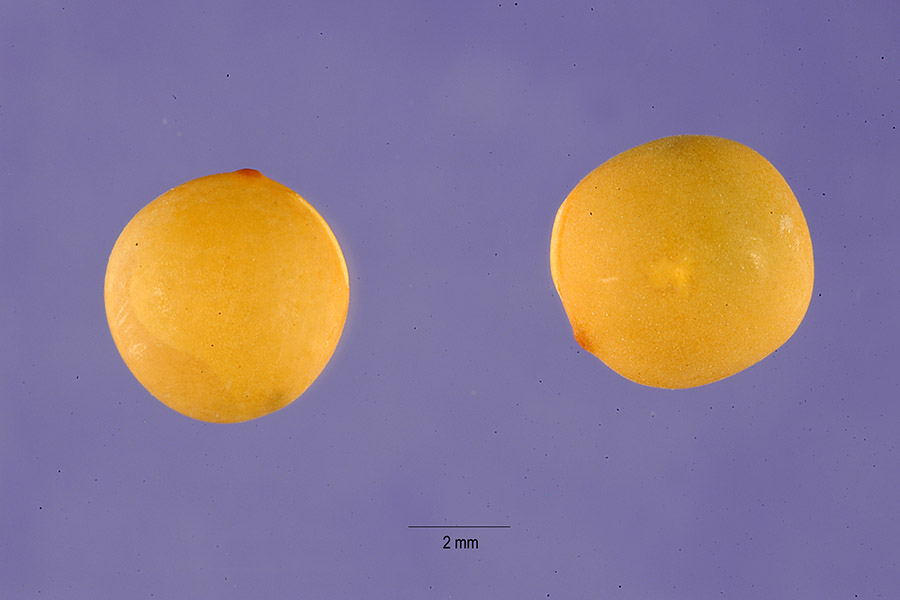
Zaden